# Hilma Hooker
Die Hilma Hooker ist ein Wrack vor Bonaire. Sie wurde 1951 gebaut und sank 1984.

## Geschichte
Die Hilma Hooker war ein Frachtschiff mit 71,8 m Länge und 11 m Breite. Gebaut wurde sie in den Niederlanden bei N.V. C. van der Giessen & Zonen’s Scheepswerven in Krimpen aan den IJssel, wo sie am 20. Mai 1951 vom Stapel lief und im Juli 1951 unter dem Namen Midsland von der N.V. Scheepvaart- & Steenkolen Maatschappij übernommen wurde. Das Schiff wurde 1964 nach Panama verkauft und zunächst in Mistral, 1967 in William Express sowie 1976 in Doric Express umbenannt. 1979 erfolgte ein weiterer Eignerwechsel und das Schiff kam als Hilma Hooker unter kolumbianische Flagge. Der Frachter wurde am 12. September 1984 um 9.08 Uhr versenkt und dient heute als Tauchziel vor der Insel Bonaire in den Kleinen Antillen. Die Hilma Hooker liegt auf Position 12° 6′ 14″ N, 68° 17′ 22″ W in einer Tiefe von 31 m auf dem Meeresboden auf.

## Grund der Versenkung
Als die Hilma Hooker bei einer Überfahrt von Panama nach Venezuela Motorprobleme hatte, aber sämtliche Hilfeangebote von Seiten Bonaires abwies, wurde die Zollbehörde stutzig und schleppte das Schiff in den Hafen der Hauptstadt Kralendijk. Dort wurde es näher untersucht. Nach einer detaillierten Inspektion der Frachträume fanden die Ermittler ca. elf Tonnen Marihuana. Daraufhin wurden der Kapitän sowie die Besatzung verhaftet, das Schiff vorerst eingezogen und die Drogen als Beweismittel gesichert. Da der Rumpf mit der Zeit undicht wurde und das Schiff ohnehin in einem sehr schlechten Zustand war sowie eine Reparatur zu teuer gewesen wäre, entschied sich der Eigentümer gegen eine Reparatur, ließ es ausschlachten und letztendlich versenken.